# Кјодо (Верона)
Кјодо је насеље у Италији у округу Верона, региону Венето.
Према процени из 2011. у насељу је живело 67 становника. Насеље се налази на надморској висини од 46 м.